# Elpis

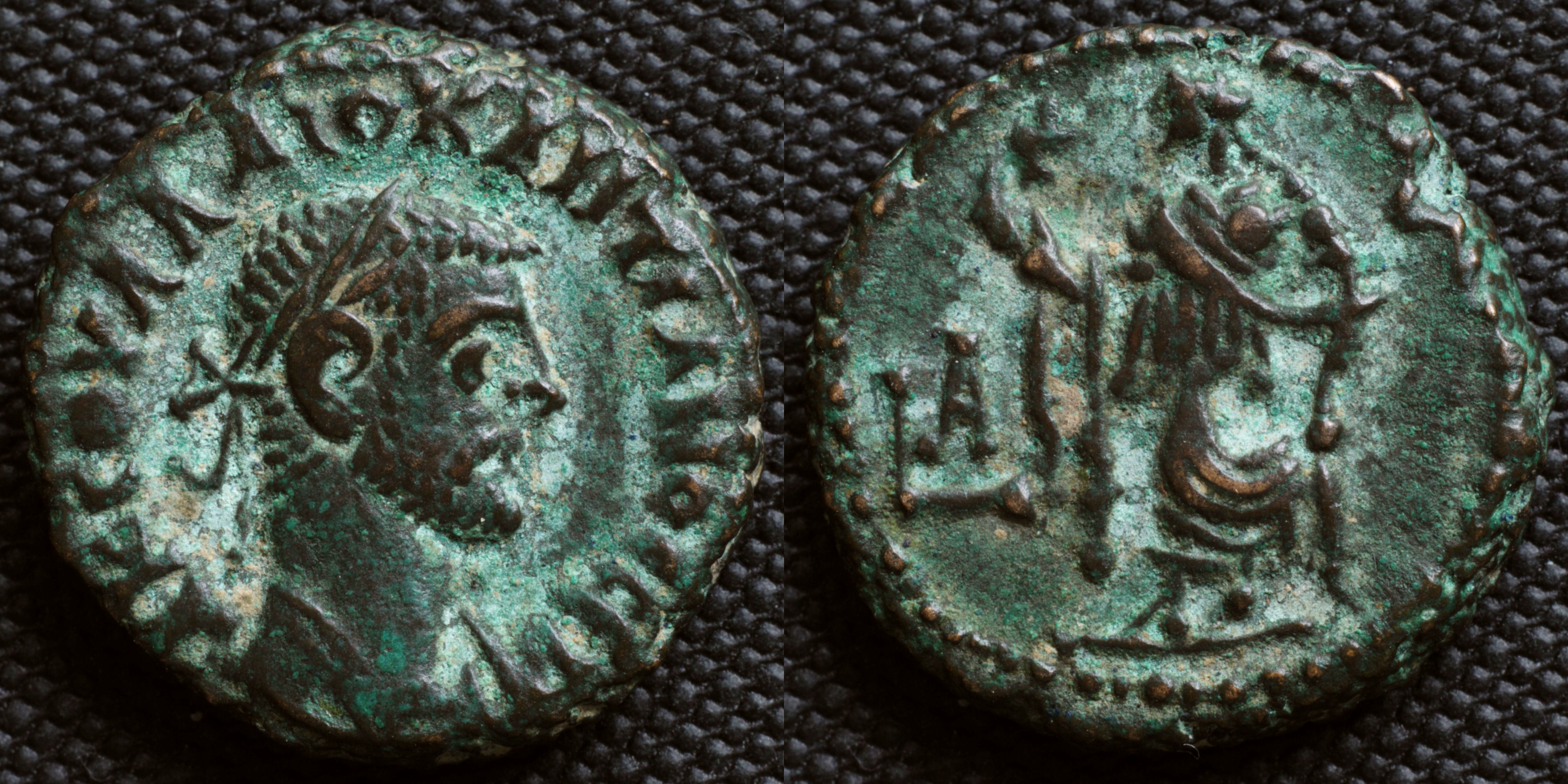
Moneda en la que se muestra una representación de Elpis

En la mitología griega Elpis (en griego Ἐλπίς, Elpís), es la personificación de la «Esperanza». Se trata de un concepto más bien alegórico y como tal no tiene progenitores ni descendientes. Es mencionada principalmente en el mito de Pandora, siendo la única que permaneció dentro del ánfora (cf. «caja de Pandora») en donde se encontraban todos los males ya que los griegos tenían sentimientos ambivalentes, o incluso negativos, sobre la "esperanza".
«Pero aquella mujer, al quitar con sus manos la enorme tapa de una jarra los dejó diseminarse y procuró a los hombres lamentables inquietudes. Sólo permaneció allí dentro la Esperanza, aprisionada entre infrangibles muros bajo los bordes de la jarra y no pudo volar hacia la puerta; pues antes cayó la tapa de la jarra por voluntad de Zeus portador de la égida y amontonador de nubes».
El relato de Teognis es inverso al de Hesíodo: los espíritus buenos escaparon de la tinaja de Pandora, abandonando a la humanidad en su huida hacia el cielo.
«La Esperanza es el único dios bueno que queda entre los hombres; los demás se han marchado al Olimpo. La Confianza (Πίστις, Pístis), un dios poderoso, también se ha ido, la Moderación (Σωφροσύνη, Sophrosýne) se ha alejado de entre los hombres, y las Gracias, mi amigo, han abandonado la tierra. Ya no se puede confiar en los juramentos de los hombres ni tampoco nadie adora a los dioses inmortales; la raza de los hombres piadosos ha perecido y los hombres ya no reconocen las reglas de conducta ni los actos de piedad. Pero mientras el hombre viva y vea la luz del sol, que muestre piedad a los dioses y cuente con la Esperanza. Que rece a los dioses y queme espléndidos huesos de muslo, sacrificando a la Esperanza en primer y último lugar».
En el Edipo rey de Sófocles el coro se lamenta de la decisión que está por venir:
«¡Oh dulce oráculo de Zeus! ¿Con qué espíritu has llegado desde Pito, la rica en oro a la ilustre Tebas? Mi ánimo está tenso por el miedo, temblando de espanto, ¡oh dios, a quien se le dirigen agudos gritos, Delios, sanador! Por ti estoy lleno de temor. ¿Qué obligación de nuevo me vas a imponer, bien inmediatamente o después del transcurrir de los años? Dímelo, ¡oh hija de la áurea Esperanza, palabra inmortal!».
Su equivalente romano es la diosa Spes.Tradicionalmente se la ha definido como la última diosa (en latín: Spes Ultima Dea que significa "la esperanza es lo último que muere"), en cuanto la esperanza es el último recurso disponible para el hombre.[cita requerida] Muchos consideran que esta definición surge del mito de Pandora por ser la última en hallarse dentro del mítico recipiente.